# Ашерслебен
Ашерслебен (на немски: Aschersleben) e град в Германия, окръг Залцланд, федерална провинция Саксония-Анхалт. Към 31 декември 2011 година населението на града е 28 706 души.

## Интересна информация
На 4 април 1933 г. общинският съвет на града дава званието „почетен гражданин“ на града на Адолф Хитлер, едно решение което е отменено чак през 2006 г.

## Личности
Родени
- Герд фон Рундщет, фелдмаршал